# Norddorf
Norddorf è un comune di 626 abitanti dello Schleswig-Holstein, in Germania. Si trova nella parte settentrionale dell'isola di Amrum.
Appartiene al circondario (Kreis) della Frisia Settentrionale (targa FN) ed è parte della comunità amministrativa (Amt) di Föhr-Amrum.